# Midnight Oil (album)
Midnight Oil è il primo eponimo album in studio del gruppo punk rock/hard rock australiano Midnight Oil, pubblicato nel 1978.

## Tracce
1. Powderworks (Hirst, James, Moginie, Rotsey) – 5:35
2. Head over Heels (Hirst, Moginie, Rotsey) – 4:08
3. Dust (Garrett, Hirst, Moginie) – 3:21
4. Used and Abused (Hirst, Moginie) – 3:13
5. Surfing with a Spoon (Garrett, Hirst, Moginie, Rotsey) – 5:23
6. Run by Night (Hirst, Moginie, Rotsey) – 3:59
7. Nothing Lost - Nothing Gained (Moginie) – 8:31

## Formazione
- Peter Garrett - voce
- Rob Hirst - batteria, voce
- Andrew James - basso
- Jim Moginie - chitarra, tastiere
- Martin Rotsey - chitarra